# IC 1396
IC 1396 – gromada otwarta, powiązana z otaczającą ją mgławicą emisyjną. Obiekt znajduje się w gwiazdozbiorze Cefeusza. Została odkryta w sierpniu 1893 roku przez Edwarda Barnarda.
Gromada ta jest jedną z największych widocznych na niebie, jej widoczna średnica kątowa jest prawie trzy razy większa niż średnica kątowa Księżyca. IC 1396 możliwa jest do zaobserwowania przez teleskop o średnicy 10 cm lub większej przy użyciu jak najmniejszego powiększenia.
IC 1396 rozciąga się na setki lat świetlnych. Choć posiada tak spore rozmiary, jest to mgławica słabo widoczna. W mgławicy tej świecący kosmiczny gaz miesza się z ciemnymi chmurami pyłowymi, z których najbardziej znana jest Mgławica Trąba Słonia. Na krawędzi IC 1396 znajduje się nadolbrzym Gwiazda Granat, a mgławica należąca do kompleksu otacza znajdującą się blisko centrum gwiazdę wielokrotną Struve 2816. W obszarze gromady IC 1396, odległym od Ziemi o 3000 lat świetlnych, formują się gwiazdy.